# Glenea submorosa
Glenea submorosa är en skalbaggsart som beskrevs av Stefan von Breuning 1952. Glenea submorosa ingår i släktet Glenea och familjen långhorningar. Inga underarter finns listade i Catalogue of Life.